# 杓儿菜
杓儿菜（学名：Carpesium cernuum），又名烟管头草、烟袋草，为菊科天名精属的植物。分布在日本、朝鲜、欧洲以及中国大陆的华中、西南、东北、华南、华东、甘肃、陕西、华北等地，生长于海拔60米至3,300米的地区，常生长在山坡、路边荒地及沟边，目前尚未由人工引种栽培。